# George III van Brieg
George III van Brieg (Brieg, 4 september 1611 - aldaar, 4 juli 1664) was van 1639 tot aan zijn dood hertog van Brieg, van 1639 tot 1654 hertog van Ohlau, van 1653 tot 1654 hertog van Wohlau en van 1653 tot 1654 en van 1663 tot aan zijn dood hertog van Legnica. Hij behoorde tot de Silezische tak van het huis Piasten.

## Levensloop
George III was de oudste zoon van hertog Johan Christiaan van Brieg en diens echtgenote Dorothea Sibylla, dochter van keurvorst Johan George van Brandenburg.
Toen hun vader in 1633 naar Thorn vluchtte, werden George III en zijn jongere broer Lodewijk IV, die op dat moment in het buitenland studeerden, ook naar daar gestuurd om de verdere ontwikkelingen af te wachten. Toen de Staten op 11 juli 1634 de afwezige Johan Christiaan aanstelde tot directeur van de Silezische Vorstendag, keerde de familie terug naar Brieg. Hetzelfde jaar werd hij door zijn vader naar delegatielid naar de onderhandelingen in Dresden gestuurd. Toen hun vader begin januari 1635 opnieuw in ballingschap naar Thorn ging, moesten George en Lodewijk in Brieg blijven. George werd in 1637 aangesteld tot stadhouder en in 1638 keerde ook hun jongere broer Christiaan op bevel van zijn vader terug naar Brieg.
Om de erfopvolging van George in het hertogdom Brieg te verzekeren, deelde Johan Christiaan vanuit Thorn zijn onderwerping mee aan keizer Ferdinand II. Op 20 september 1635 huldigde George in naam van zijn vader de keizer als leenheer. Door deze huldiging kon Johan Christiaan het hertogdom Brieg behouden, maar de administratie droeg hij over aan George. In 1637 werd hij aangesteld tot stadhouder van Brieg en in 1639 werd hij opperlandeshauptmann van Silezië. 
In 1639 erfden George III en zijn broers Lodewijk IV en Christiaan na het overlijden van hun vader de hertogdommen Brieg en Ohlau. De drie broers regeerden samen en weigerden aanvankelijk om het gebied te verdelen, omdat een relatief kleine erfenis hadden en ze tegelijkertijd een vergoeding moesten geven aan hun halfbroers en -zussen uit het tweede morganatisch huwelijk van hun vader, die uitgesloten waren van erfopvolging. Toen ze na het overlijden van hun oom George Rudolf in 1653 ook de hertogdommen Liegnitz en Wohlau erfden, beslisten de broers alsnog tot een verdeling over te gaan, die in 1654 plaatsvond. George III kreeg Brieg, Lodewijk IV Liegnitz en Christiaan Wohlau en Ohlau.
In 1649 werd George III door vorst Johan George II van Anhalt-Dessau opgenomen in het Vruchtdragende Gezelschap. Toen George III en zijn broers in 1660 nog steeds geen mannelijke nakomelingen hadden, vroeg hij aan zijn landheer, keizer Leopold I, om het erfopvolgingsrecht uit te breiden naar zijn dochter Dorothea Elisabeth. Hij kreeg hier echter geen toestemming voor.
Na het overlijden van zijn broer Lodewijk IV erfde George in 1663 het hertogdom Liegnitz. Toen hij nog geen jaar later in juli 1664 stierf, gingen de hertogdommen Liegnitz en Brieg naar zijn jongere broer Christiaan. 

## Huwelijken en nakomelingen
Op 23 februari 1638 huwde hij in Bernstadt met Sophia Catharina (1601-1659), dochter van hertog Karel II van Münsterberg-Oels. Ze kregen een dochter:
- Dorothea Maria (1646-1691), huwde in 1663 met vorst Hendrik van Nassau-Dillenburg

Op 19 oktober 1660 huwde George met zijn tweede echtgenote Elisabeth Maria Charlotte (1638-1664), dochter van vorst Lodewijk Filips van Palts-Simmern. Dit huwelijk bleef kinderloos.